# Джедефра
Джедефра (Раджедеф) — фараон з IV династії Стародавнього царства.

## Життєпис
Був сином і спадкоємцем Хеопса. Був одружений зі своїми зведеними сестрами Хетепхерес II та Хентетенкою. Туринський царський папірус віддає йому 8 років правління, але найпізнішою доведеною датою його правління є 11-й лік худоби, відповідно, він правив не менше за 11 років (або 23 роки, якщо лік худоби здійснювався один раз на два роки).
Ім'я Джедефра, як і імена інших синів Хеопса — Хафри та Баефри, — містить ім'я бога сонця Ра, таким чином, Джедефра став першим фараоном, названим на честь Ра. Це свідчить про зростання значення геліопольського культу Ра. Окрім того, за Джедефри вперше засвідчено царський епітет «Син Ра», що згодом став частиною царської титулатури.
Джедефра завершив спорудження комплексу піраміди Хуфу. Рештки його власної розташовані в Абу Роаші, на північ від Гізи. Основа піраміди має розміри 100 м x 100 м, висота нині складає 10 м. У пізніші часи піраміда використовувалась для видобутку будівельного каменю. Розкопки піраміди ведуться з 2002 року. 2004 французький єгиптолог болгарського походження Василь Добрєв навів аргументи на користь того, що Великий Сфінкс був споруджений Джедефрою на пам'ять про батька.

### Правління
Після кого правив Джадефра, точно не встановлено. В Абідоському та Саккарському списках царів його ім'я зазначено між Хуфу й Хафрою. Манефон, можливо, згадував його під іменем Ратоїсес і ставив за Менкаурою. Більшість єгиптологів вважають його старшим сином і наступником Хуфу. Він, імовірно, був сином Хеопса та його другорядної дружини-лівійки.
Є думка, що Джедефра наказав убити свого зведеного брата Каваба, суто єгипетська кров якого надавала йому більше шансів на престол (таке припущення ґрунтується на здогадці про Кавабу як офіційного наступника Хуфу, виходячи з привілейованого розташування мастаби принца, померлого ще за життя батька). Ім'я Джедефра в царському картуші разом із робочими помітками будівельників знайдено на вапняковій поперечці, що закриває док із сонячним човном Хуфу, означає, що він контролював поховання батька та, відповідно, правив після нього.
Ім'я Джедефра перекладається приблизно як «Тривалі роки його, як Ра». Деякі єгиптологи читають ім'я Джедефра, як Раджедеф, виносячи ім'я бога Ра на перше місце (у такому разі перекладається: «Ра, хай будуть довгими його роки»). Це не суперечить законам давньоєгипетської ієрогліфічної письменності, де ім'я бога й фараона виносились вперед навіть тоді, коли писались наприкінці. Утім, як і його батько, Джедефра не залишив поза увагою й інших богів Єгипту. Невеликий уламок староєгипетського літопису, що зберіг кілька звісток про його царювання, повідомляє про те, як були вирізьблені священні плити з граніту, висотою понад 7 м, та який пам'ятник було зведено богині Баст.

## Піраміда
Джедефра наказав збудувати піраміду (106,2 × 106,2 м) в Абу Роаші, розташованому за 10 км на північний захід від Великої Піраміди. Однак, не зовсім зрозумілим є вибір такого скромного плато з різко вираженим природним схилом, та, більше того, складним доступом, якщо тільки не мати на увазі винятковість його географічного положення: з півночі воно височіє над Дельтою, з півдня — над усім мемфіським плато, вершиною якого є. Таке положення могло б підтвердити будівництво пам'ятника, названого Сехеду-Джедефра («Джедефра — (зірка) сехеду»). Оскільки зі сходу, півдня й заходу доступ на плато Абу Роаш ускладнений, на північний схід знадобилось збудувати дорогу, понад 1,5 км довжиною, яка була зручною для доставки каменів для будівництва. Імовірно, Джедефрі вдалось закінчити піраміду.
Уздовж східної стіни у скельній породі було прорубано доволі глибокий «док» довжиною 35 метрів і завширшки — 3,5 для царського човна. Від цегляного заупокійного храму біля східної сторони піраміди майже нічого не лишилось. Біля заупокійного храму, в траншеї десятиметрової глибини, призначеної для царського «сонячного човна», були знайдені уламки, в яких легко можна впізнати фрагменти статуй, розбитих умисно й одночасно. Розбиті скульптури Джедефри, можливо, свідчать про розбрат між двома братами, що завершився перемогою Хафри.